# Daigo Umehara
Daigo Umehara (梅原 大吾), född 19 maj 1981 i Aomori prefektur, Japan, är en japansk e-sportutövare. Han har fokuserat på 2D beat 'em up-spel tillverkade av Capcom. Känd som "The Beast" i väst och "Umehara" eller "Ume" i Japan.

## Turneringsresultat
| År   | Turnering                        | Spel                                   | Placering | Notering                      |
| ---- | -------------------------------- | -------------------------------------- | --------- | ----------------------------- |
| 2010 | Evolution 2010                   | Super Street Fighter IV                | 1         | -                             |
| 2010 | Nagoya Street Battle 15          | Super Street Fighter IV (3 on 3)       | 2         | Teammate: Mago, Tokido        |
| 2010 | Evolution Asia-Pacific           | Super Street Fighter IV                | 1         | -                             |
| 2010 | World Game Cup 2010              | Street Fighter IV (2 on 2)             | 1         | Teammate: Eita                |
| 2010 | World Game Cup 2010              | Street Fighter IV                      | 2         | -                             |
| 2009 | Seasons Beatings IV              | Street Fighter IV                      | 1         | -                             |
| 2009 | Seasons Beatings IV              | Super Street Fighter II Turbo HD Remix | 1         | -                             |
| 2009 | Seasons Beatings IV              | Street Fighter IV (3 on 3)             | 3         | Team: Daigo Company           |
| 2009 | GODSGARDEN #1                    | Street Fighter IV                      | 3         | -                             |
| 2009 | Evolution 2009                   | Street Fighter IV                      | 1         | -                             |
| 2007 | 2nd Darkstalker Combination Cup  | Vampire Hunter                         | 1         | -                             |
| 2007 | Hyper-Mania 4                    | Hyper Street Fighter II (Team)         | 2         | -                             |
| 2007 | X-Mania 7                        | Super Street Fighter II Turbo (Team)   | 2         | -                             |
| 2006 | Evolution 2006                   | Guilty Gear XX Slash                   | 2         | -                             |
| 2005 | Super Battle Opera 2005          | Street Fighter III 3rd (2 on 2)        | 1         | Teammate: Nuki, Team: UmeNuki |
| 2005 | Super Battle Opera 2005          | Capcom Fighting Jam (Team)             | 2         | -                             |
| 2004 | 4th Cooperation Cup              | Street Fighter III 3rd                 | 1         | -                             |
| 2004 | Absolution 2004                  | Super Street Fighter II Turbo          | 1         | -                             |
| 2004 | Absolution 2004                  | Guilty Gear XX #Reload                 | 1         | -                             |
| 2004 | Absolution 2004                  | Street Fighter III 3rd                 | 1         | -                             |
| 2004 | Absolution 2004                  | Street Fighter Zero 3                  | 3         | -                             |
| 2004 | Evolution 2004                   | Super Street Fighter II Turbo          | 1         | -                             |
| 2004 | Evolution 2004                   | Guilty Gear XX                         | 1         | -                             |
| 2004 | Evolution 2004                   | Street Fighter III 3rd                 | 2         | -                             |
| 2004 | Kakutou Ishin                    | Street Fighter III 3rd                 | 2         | -                             |
| 2004 | Kakutou Ishin                    | Street Fighter Zero 3                  | 2         | -                             |
| 2003 | Evolution 2003                   | Super Street Fighter II Turbo          | 1         | -                             |
| 2003 | Evolution 2003                   | Guilty Gear XX                         | 1         | -                             |
| 2003 | Evolution 2003                   | Street Fighter III 3rd                 | 2         | -                             |
| 2003 | Evolution 2003                   | Capcom vs. SNK 2                       | 2         | -                             |
| 2003 | Super Battle Opera (#1)          | Super Street Fighter II Turbo (Team)   | 1         | -                             |
| 2003 | Super Battle Opera (#1)          | Capcom vs. SNK 2                       | 2         | -                             |
| 2000 | Official National Tournament     | Capcom vs. SNK                         | 1         | -                             |
| 2000 | 3rd Official National Tournament | Street Fighter Zero 3                  | 1         | -                             |
| 2000 | X-Mania 2000                     | Super Street Fighter II Turbo (3 on 3) | 3         | -                             |
| 1999 | Official National Tournament     | Street Fighter Zero 3 (Team)           | 2         | -                             |
| 1998 | Official National Tournament     | Street Fighter Zero 3                  | 1         | International Champion        |
| 1997 | GAMEST Cup                       | Vampire Savior                         | 1         | -                             |